# Дешпортива Сао Каетано
Асосиасао Дешпортива Сао Каетано (на португалски: Associação Desportiva São Caetano) или по често наричан за кратко Сао Каетано е бразилски футболен клуб създаден в град Сао Каетано.

## Титли
- Кампеонато Паулища 2004
- Кампеонато Паулища Втора Дивизия 2000
- Копа Либертадорес Второ място 2002
- Кампеонато Бразилейро Второ място 2000 & 2001

## Прочути футболисти
- Адемар
- Сержиньо Чулапа
- Маграо
- Еулер
- Силвио Луис
- Цезар
- Дининьо
- Жилберто